# 切斯尼赫列斯特
50°44′50″N 24°24′19″E / 50.74722°N 24.40528°E
切斯尼赫列斯特（烏克蘭語：Чесний Хрест），是烏克蘭西北部的村莊，隸屬沃倫州的沃洛德米爾區。該村始建於1721年，面積0.55平方公里，海拔高度204米，2001年人口221，人口密度每平方公里403.28人。